# Risingbd.com
Risingbd.com est un portail d'information en ligne au Bangladesh qui couvre l'actualité nationale et de district,,. Le site publie les dernières nouvelles en bengali et en anglais. Mohammad Nowsher Ali est le rédacteur en chef de risingbd.com.

## Histoire
Risingbd24.com a été lancé initialement en 2012 mais la date officielle de lancement était le 26 avril 2013. Les contenus sont classés en différentes catégories. L'agence est financée par le groupe Walton. Le 6 mai 2015, un journaliste a été abattu par un partisan d'Alhaj Golam Mostofa, membre de la Ligue Awami du Bangladesh. En décembre 2018, la Bangladesh Telecommunication Regulatory Commission a bloqué le site au Bangladesh,,,.